# Ристомицин
Ристомици́н — антибиотик, продуцируемый микроорганизмом
Proactinomyces fructiveri var. ristomycini.
Выделен в 1963 году специалистами отдела химии антибиотиков АМН СССР.

## Фармакологическое воздействие
Не действует на грамотрицательные бактерии, но действует на  грамположительные — Listeria spp.,
Staphylococcus spp. (в т.ч. Streptococcus pneumoniae), Enterococcus spp., Corynebacterium diphtheriae и др. многих анаэробных микроорганизмов и кислотоустойчивых бактерий.

## Применение
Септические заболевания, связанные с грамположительными бактериями, особенно стафилококками, устойчивыми к действию других антибиотиков: гематогенный остеомиелит, стафилококковый, стрептококковый и пневмококковый сепсис, гнойный менингит,септический эндокардит и прочие тяжелые кокковые инфекции, не поддающиеся лечению другими противомикробными препаратами.

## Побочные действия
Могут проявляться тошнота, нейтропения, лейкопения, аллергические реакции, озноб, флебит (при продолжительном применении).